# Clifford Cobb
Clifford Cobb é um economista estadunidense. Em 1994, juntamente com seus colegas do grupo Redefining Progress, Jonathan Rowe e Ted Halstead, publicou um extenso artigo na revista Atlantic Monthly onde criticava o Produto Interno Bruto como forma de mensurar a saúde de uma economia. Em seu lugar, propôs o uso do Genuine Progress Indicator (GPI), um índice que inclui tudo aquilo capaz de criar um impacto positivo na sociedade (como trabalho voluntário) ou nocivo (como poluição ou acidentes de trabalho).

### Em inglês
- (em inglês)-True Cost Economics: Clifford Cobb em True Cost Economics. Acessado em 8 de agosto de 2007.
- (em inglês)-Clifford Cobb em School of Cooperative Individualism. Acessado em 8 de agosto de 2007.

### Em português
- (em inglês)-A vez do Homem (entrevista do economista chileno Manfred Max-Neef à jornalista Carolina Cordioli, da Revista Brasil Sustentável). Acessado em 8 de agosto de 2007.
- (em inglês)-Aplicação de Indicadores de Desenvolvimento Sustentável como Sistema de Apoio à Decisão: Uma Reflexão sobre suas Possibilidades e Limitações por Hans Michael van Bellen. Em Portal Gestão Social. Acessado em 8 de agosto de 2007.